# Раул Меирелес
Раул Жозе Триндаде Меирелес (порт. Raul José Trindade Meireles, Порто, 17. март 1983) бивши је португалски фудбалер који је играо на позицији везног играча.

## Клупска каријера
Поникао је у Боависти, али је позајмљен Авесу за који је дебитовао 8. августа 2001. у пријатељској утакмици против Гондомара (3-0). Те сезоне је одиграо 19 утакмица. Први гол у сениорској конкуренцији постигао је у другој сезони, 25. маја 2003. против Унијао да Мадеире. У Боависту се вратио након две године У првој лиги је дебитовао 17. августа 2003. против Бенфике. 
Након 29 одиграних утакмица, 7. јула 2004. потписује петогодишњи уговор са Портом. За Порто је дебитовао 22. септембра против Леирије (1-1) када је у игру ушао у 59. минуту. У стартној постави је први пут био 28. фебруара 2005. против Белененсеса. Пет дана касније имао је и први наступ у Лиги шампиона и то против Интера. Први гол у дресу Порта постигао је 19. фебруара 2006. против Маритима (1-0).
У Ливерпул је прешао 29. августа 2010. уз обештећење од 11,5 милиона фунти. Доведен је као замена за Аргентинца Хавијера Маскерана који је прешао у Барселону. У Премијер лиги је дебитовао 12. септембра 2010. против Бирмингем ситија (0-0), када је у игру ушао са клупе. Четири дана касније имао је и први наступ у Лиги Европе и то против Стеауе (4-1). У првенству се први пут нашао у стартној постави 19. септембра против Манчестер јунајтеда (2-3) на Олд Трафорду. Први погодак за Ливерпул је постигао 16. јануара 2011. у утакмици са Евертоном (2-2). 

## Репрезентативна каријера
Меирелес је прошао кроз све селекције португалске репрезентације. За репрезентацију Португала наступао је 2000. на Европском првенству за играче до 16 година у Израелу на којем је у финалу побеђена Чешка са 2-1. На Европском првенству за играче до 21. године 2004. Меирелес је наступио на четири од пет утакмица своје репрезентације на овом првенству. Пропустио је утакмицу полуфинала због суспензије, али је био у тиму на утакмици за треће место у којој је репрезентација Португалије победом изборила пласман на Олимпијске игре 2004. На Олимпијским играма Португал није успеоо да се пласира у другу фазу такмичења, а Меирелес је био стартер на две утакмице, док је једном у игру ушао са клупе. 
За сениорску репрезентацију Португалије је дебитовао новембра 2006. против Казахстана у квалификацијама за Европско првенство 2008. Нашао се и на списку учесника за ово првенство. У првој утакмици групне фазе против Турске у игру је ушао тек у 83. минуту, али је у судијској надокнади успео да постигне свој први гол у дресу репрезентације. 
Био је учесник и Светског првенства 2010. на којем је био стартер на свим утакмицама. На овом првенству је постигао и један погодак и то против Северне Кореје.

## Трофеји
Порто
- Првенство (4): 2006, 2007, 2008. и 2009.
- Куп (3): 2006, 2009. и 2010.
- Суперкуп (3): 2006, 2009. и 2010.

Челси
- УЕФА Лига шампиона: 2011/12.

Португалија
- Европско првенство У16 (победник): 2000.

## Извори
1. 1 2  „FIFA World Cup South Africa 2010 List of Players” (PDF). FIFA. стр. 24. Архивирано из оригинала (PDF) 10. 1. 2019. г.